# Alps Hockey League 2020-2021
L'Alps Hockey League 2020-2021 è la quinta stagione organizzata dall'Alps Hockey League (acronimo AHL), torneo sovranazionale fondato nel 2016 che vede iscritti team italiani, austriaci e sloveni.

## Squadre
Il numero di squadre iscritte è sceso a sedici: i Vienna Capitals Silver, squadra riserve dei Vienna Capitals, hanno deciso di non iscriversi a seguito dell'incertezza determinata dalla pandemia di COVID-19; l'EK Zell am See è stata invece esclusa a causa delle dimissioni in blocco del consiglio di amministrazione della società.
| Club                   | Paese    | Regione             | Città                    | Arena                                          | Capacità    | Esordio in AHL |
| ---------------------- | -------- | ------------------- | ------------------------ | ---------------------------------------------- | ----------- | -------------- |
| EC KAC 2               | Austria  | Carinzia            | Klagenfurt am Wörthersee | Stadthalle Klagenfurt                          | 5.088       | 2016-17        |
| EC Red Bull Salzburg 2 | Austria  | Salisburghese       | Salisburgo               | Eisarena Salzburg                              | 3.200       | 2016-17        |
| EC Kitzbühel           | Austria  | Tirolo              | Kitzbühel                | Sportpark Kapserbrücke                         | 1.700       | 2016-17        |
| EHC Lustenau           | Austria  | Vorarlberg          | Lustenau                 | Rheinhalle                                     | 2.200       | 2016-17        |
| VEU Feldkirch          | Austria  | Vorarlberg          | Feldkirch                | Vorarlberghalle                                | 5.200       | 2016-17        |
| EHC Bregenzerwald      | Austria  | Vorarlberg          | Dornbirn                 | Messestadion Dornbirn                          | 4.270       | 2016-17        |
| Steel Wings Linz       | Austria  | Alta Austria        | Linz                     | KeineSorgen EisArena                           | 4.865       | 2019-20        |
| SG Cortina             | Italia   | Veneto              | Cortina d'Ampezzo        | Stadio Olimpico del Ghiaccio                   | 2.700       | 2016-17        |
| HC Pustertal           | Italia   | Trentino-Alto Adige | Brunico                  | Rienzstadion                                   | 2.050       | 2016-17        |
| WSV Sterzing Broncos   | Italia   | Trentino-Alto Adige | Vipiteno                 | Weihenstephan Arena Palaghiaccio di Bressanone | 1.700 2.500 | 2016-17        |
| Asiago Hockey          | Italia   | Veneto              | Asiago                   | Hodegart                                       | 3.000       | 2016-17        |
| Ritten Sport           | Italia   | Trentino-Alto Adige | Collalbo                 | Arena Ritten                                   | 1.200       | 2016-17        |
| HC Fassa               | Italia   | Trentino-Alto Adige | Alba di Canazei          | Gianmario Scola                                | 3.500       | 2016-17        |
| HC Gherdëina           | Italia   | Trentino-Alto Adige | Selva di Val Gardena     | Pranives                                       | 2.000       | 2016-17        |
| HDD Jesenice           | Slovenia | Alta Carniola       | Jesenice                 | Športna dvorana Podmežakla                     | 5.500       | 2016-17        |
| HK Olimpija            | Slovenia | Slovenia Centrale   | Lubiana                  | Hala Tivoli                                    | 5.600       | 2017-18        |

## Formula
Per questa stagione è stata inserita una prima fase chiamata Return-2-play. In questa fase, le sedici squadre sono state suddivise in 4 gironi da quattro squadre ciascuna. Ogni squadra incontra le altre tre in gare di andata e ritorno, e i tre punti vengono assegnati sulla base del risultato delle due gare (in caso di parità, al termine della gara di ritorno vengono disputati i supplementari e gli eventuali rigori).
Alla fase Return-2-play segue la disputa di un classico girone di andata e ritorno tra tutte le squadre.
Le squadre classificate dal primo al quarto posto al termine della seconda fase sono qualificate direttamente per i quarti di finale dei play-off, mentre le squadre classificate dal quinto al dodicesimo posto sono qualificate al turno preliminare. Il turno preliminare verrà disputato al meglio dei tre incontri, mentre quarti e semifinale al meglio dei cinque incontri. Il numero di gare della finale, invece, dipenderà dalla nazionalità delle squadre partecipanti: in caso si tratti di due compagini italiane, si disputerà al meglio dei 7 incontri; negli altri casi al meglio dei 5.

### Modifiche dovute alle misure di contenimento della pandemia di COVID-19
Fin da quando venne presentato il calendario, la lega aveva annunciato la possibilità di modifiche alla formula in caso di restrizioni legate alla pandemia di COVID-19.
La prima occasione si presentò subito ad inizio stagione: alcuni giocatori dell'Asiago risultarono positivi nei giorni subito precedenti la prima giornata di Return-2-Play, costringendo l'intera squadra alla quarantena e a rinviare le prime cinque gare. Visto il calendario molto compresso, inizialmente si decise che le gare della fase Return-2-Play dell'Asiago sarebbero state disputate in gara unica anziché con gare di andata e ritorno, ma successivamente vennero nuovamente messi in calendario entrambi gli incontri.
Il successivo 7 ottobre anche il Cortina rese nota la positività di alcuni suoi giocatori, costringendo al rinvio sia della gara di ritorno contro il Gherdëina che delle due gare contro il Fassa. A quel punto, la sfida tra le due squadre del gruppo che non avevano registrato contagi, Gherdëina e Fassa, vennero anticipate al 15 e 17 ottobre.
Sempre nella fase del Return-2-Play, anche la gara fra Jesenice e KAC II è stata rimandata per precauzione a causa di contatti con contagiati.
La regular season - pur registrandosi alcuni rinvii di incontri per motivi legati al COVID-19 - si svolse in maniera sostanzialmente regolare, e si concluse nei termini previsti, il 18 marzo 2021.
Anche nella fase di pre-playoff non ci furono particolari problemi, mentre il quarto di finale tra Val Pusteria e Lustenau ha subito delle modifiche a causa di precauzioni legate al COVID-19, con la serie che è stata accorciata al meglio delle tre gare.

## Campionati nazionali

### Campionato italiano
Come di consueto, le squadre italiane iscritte alla AHL si disputano anche lo scudetto. Rimane invariata la formula rispetto alla stagione precedente: gli incontri disputati durante la Regular Season fra squadre italiane hanno contribuito a stilare la classifica. Le prime 4 squadre classificate si sono qualificate per le semifinali, che si sono giocate con serie al meglio delle tre gare. Anche la finale è stata disputata al meglio delle tre gare.
Lo svolgimento dei play-off fu regolare, ma il regolamento prevedeva anche le modalità di svolgimento in caso di problemi legati alla pandemia: qualora non fosse stato possibile disputare le semifinali a causa della pandemia di COVID-19, il titolo italiano sarebbe stato disputato in gara unica (da giocare entro il 19 aprile 2021) tra le prime due squadre classificate; qualora non fosse stato possibile neppure disputare la finale in gara unica, il titolo italiano sarebbe stato assegnato alla squadra prima in classifica.

## Return-2-Play
†: partita terminata ai tempi supplementari

### Primo gruppo
|  | 3 e 8 ottobre 2020 |               |   |   |   |  |
|  |                    |               |   |   |   |  |
|  | Bregenzerwald      | Bregenzerwald | 1 | 0 | 1 |  |
|  | Lustenau           | Lustenau      | 4 | 2 | 6 |  |

|  | 3 e 8 ottobre 2020 |               |   |   |   |  |
|  |                    |               |   |   |   |  |
|  | VEU Feldkirch      | VEU Feldkirch | 5 | 3 | 8 |  |
|  | Kitzbühel          | Kitzbühel     | 3 | 4 | 7 |  |

|  | 10 e 15 ottobre 2020 |               |   |   |   |  |
|  |                      |               |   |   |   |  |
|  | Lustenau             | Lustenau      | 4 | 0 | 4 |  |
|  | VEU Feldkirch        | VEU Feldkirch | 3 | 3 | 6 |  |

|  | 10 e 14 ottobre 2020 |               |   |   |   |  |
|  |                      |               |   |   |   |  |
|  | Kitzbühel            | Kitzbühel     | 5 | 4 | 9 |  |
|  | Bregenzerwald        | Bregenzerwald | 1 | 2 | 3 |  |

|  | 17 e 22 ottobre 2020 |           |   |   |   |  |
|  |                      |           |   |   |   |  |
|  | Lustenau             | Lustenau  | 3 | 1 | 4 |  |
|  | Kitzbühel            | Kitzbühel | 1 | 6 | 7 |  |

|  | 17 e 21 ottobre 2020 |               |   |   |    |  |
|  |                      |               |   |   |    |  |
|  | VEU Feldkirch        | VEU Feldkirch | 8 | 3 | 11 |  |
|  | Bregenzerwald        | Bregenzerwald | 1 | 6 | 7  |  |

### Secondo gruppo
|  | 3 e 8 ottobre 2020 |               |   |   |   |  |
|  |                    |               |   |   |   |  |
|  | Val Pusteria       | Val Pusteria  | 3 | 4 | 7 |  |
|  | RB Hockey Jr.      | RB Hockey Jr. | 1 | 5 | 6 |  |

|  | 3 e 8 ottobre 2020 |                  |   |   |    |  |
|  |                    |                  |   |   |    |  |
|  | Vipiteno Broncos   | Vipiteno Broncos | 5 | 5 | 10 |  |
|  | Ritten-Renon       | Ritten-Renon     | 6 | 2 | 8  |  |

|  | 10 e 15 ottobre 2020 |                  |   |   |   |  |
|  |                      |                  |   |   |   |  |
|  | RB Hockey Jr.        | RB Hockey Jr.    | 3 | 1 | 4 |  |
|  | Vipiteno Broncos     | Vipiteno Broncos | 2 | 5 | 7 |  |

|  | 10 e 15 ottobre 2020 |              |   |    |   |  |
|  |                      |              |   |    |   |  |
|  | Ritten-Renon         | Ritten-Renon | 6 | 0  | 6 |  |
|  | Val Pusteria         | Val Pusteria | 4 | 3† | 7 |  |

|  | 17 e 22 ottobre 2020 |               |   |   |    |  |
|  |                      |               |   |   |    |  |
|  | RB Hockey Jr.        | RB Hockey Jr. | 7 | 9 | 16 |  |
|  | Ritten-Renon         | Ritten-Renon  | 2 | 0 | 2  |  |

|  | 17 e 22 ottobre 2020 |                  |   |    |   |  |
|  |                      |                  |   |    |   |  |
|  | Vipiteno Broncos     | Vipiteno Broncos | 3 | 1  | 4 |  |
|  | Val Pusteria         | Val Pusteria     | 2 | 3† | 5 |  |

### Terzo gruppo
|  | 3 e 8 ottobre 2020 |                  |   |   |   |  |
|  |                    |                  |   |   |   |  |
|  | Steel Wings Linz   | Steel Wings Linz | 1 | 1 | 2 |  |
|  | KAC II             | KAC II           | 2 | 5 | 7 |  |

|  | 3 e 8 ottobre 2020 |              |   |   |   |  |
|  |                    |              |   |   |   |  |
|  | HK Olimpija        | HK Olimpija  | 6 | 2 | 8 |  |
|  | HDD Jesenice       | HDD Jesenice | 1 | 2 | 3 |  |

|  | 10 e 15 ottobre 2020 |                  |   |   |   |  |
|  |                      |                  |   |   |   |  |
|  | HDD Jesenice         | HDD Jesenice     | 5 | 4 | 9 |  |
|  | Steel Wings Linz     | Steel Wings Linz | 0 | 2 | 2 |  |

|  | 10 e 15 ottobre 2020 |             |   |    |    |  |
|  |                      |             |   |    |    |  |
|  | KAC II               | KAC II      | 1 | 3  | 4  |  |
|  | HK Olimpija          | HK Olimpija | 4 | 12 | 16 |  |

|  | 17 ottobre e 24 novembre 2020 |              |   |   |    |  |
|  |                               |              |   |   |    |  |
|  | KAC II                        | KAC II       | 2 | 2 | 4  |  |
|  | HDD Jesenice                  | HDD Jesenice | 3 | 8 | 11 |  |

|  | 17 e 22 ottobre 2020 |                  |   |   |    |  |
|  |                      |                  |   |   |    |  |
|  | HK Olimpija          | HK Olimpija      | 9 | 8 | 17 |  |
|  | Steel Wings Linz     | Steel Wings Linz | 0 | 3 | 3  |  |

### Quarto gruppo
|  | 12 e 19 novembre 2020 |               |   |   |   |  |
|  |                       |               |   |   |   |  |
|  | Asiago                | Asiago        | 2 | 2 | 4 |  |
|  | Fassa Falcons         | Fassa Falcons | 5 | 1 | 6 |  |

|  | 3 ottobre e 12 novembre 2020 |           |   |    |   |  |
|  |                              |           |   |    |   |  |
|  | Gherdëina                    | Gherdëina | 6 | 2‡ | 8 |  |
|  | Cortina                      | Cortina   | 2 | 5  | 7 |  |

|  | 5 e 7 novembre 2020 |           |   |   |   |  |
|  |                     |           |   |   |   |  |
|  | Gherdëina           | Gherdëina | 2 | 5 | 7 |  |
|  | Asiago              | Asiago    | 3 | 1 | 4 |  |

|  | 5 e 7 novembre 2020 |               |   |   |   |  |
|  |                     |               |   |   |   |  |
|  | Cortina             | Cortina       | 4 | 1 | 5 |  |
|  | Fassa Falcons       | Fassa Falcons | 3 | 5 | 8 |  |

|  | 15 e 17 ottobre 2020 |               |   |   |   |  |
|  |                      |               |   |   |   |  |
|  | Fassa Falcons        | Fassa Falcons | 3 | 1 | 4 |  |
|  | Gherdëina            | Gherdëina     | 4 | 3 | 7 |  |

|  | 26 novembre e 15 dicembre 2020 |         |   |   |   |  |
|  |                                |         |   |   |   |  |
|  | Asiago                         | Asiago  | 5 | 1 | 6 |  |
|  | Cortina                        | Cortina | 6 | 1 | 7 |  |

## Regular season
| Casa | Trasferta | Trasferta | Trasferta | Trasferta | Trasferta | Trasferta | Trasferta | Trasferta | Trasferta | Trasferta | Trasferta | Trasferta | Trasferta | Trasferta | Trasferta | Trasferta | Trasferta | Trasferta |
| Casa | Asiago | Bregenzerwald                                                                                                  | Cortina | Fassa | Feldkirch | Gherdëina | Jesenice | Klagenfurt | Kitzbühel | Linz | Lustenau | Ljubljana | Renon | Salisburgo | Val Pusteria                                                                                                   | Vipiteno |           |           |
| --- | --- | --- | --- | --- | --- | --- | --- | --- | --- | --- | --- | --- | --- | --- | --- | --- | --------- | --------- |
| Asiago | – | 4:1 https://www.alps.hockey/it/statistica/partita/?gameId=9b952322-c3a8-458b-8d73-54286efda447&divisionId=7818 | 5:1 https://www.alps.hockey/it/statistica/partita/?gameId=a779820f-5ce5-42e4-8119-9d2d654b49c9&divisionId=7818 | 6:2 https://www.alps.hockey/it/statistica/partita/?gameId=8d0e1f6c-6b72-4603-a21f-125e28e3bedb&divisionId=7818        | 5:1 https://www.alps.hockey/it/statistica/partita/?gameId=e7183ced-6f62-4a07-ae31-dd8a469b0141&divisionId=7818        | 2:1 d.t.s. https://www.alps.hockey/it/statistica/partita/?gameId=ea35dce6-6e5e-43fe-8cc6-e4fd8c95247d&divisionId=7818 | 3:0 referto (archiviato dall'url originale l'11 gennaio 2021).                                                        | 4:2 https://www.alps.hockey/it/statistica/partita/?gameId=7a7f5bc0-a8c2-454f-a032-edb7b960590d&divisionId=7818        | 3:1 https://www.alps.hockey/it/statistica/partita/?gameId=344a7c29-e5c2-41fa-bb7e-9e0a1d13b6bd&divisionId=7818        | 10:2 https://www.alps.hockey/it/statistica/partita/?gameId=f1db8e1f-82bf-4883-954c-4d47ea1b42a3&divisionId=7818       | 7:1 referto (archiviato dall'url originale l'8 febbraio 2021).                                                        | 5:2 referto (archiviato dall'url originale l'8 gennaio 2021).                                                      | 5:2 https://www.alps.hockey/it/statistica/partita/?gameId=ed18dc42-9ae6-4b8f-95d1-0990aa6becfd&divisionId=7818        | 2:3 https://www.alps.hockey/it/statistica/partita/?gameId=b4f7077f-e347-4716-bf9d-5e5d0011861d&divisionId=7818        | 3:1 referto (archiviato dall'url originale il 29 ottobre 2020).                                                | 6:3 referto (archiviato dall'url originale il 4 dicembre 2020).                                                       |           |           |
| Bregenzerwald | 0:4 https://www.alps.hockey/it/statistica/partita/?gameId=aaecf050-1653-4563-8b4f-338abc6a088a&divisionId=7818        | – | 2:4 https://www.alps.hockey/it/statistica/partita/?gameId=d7f72abd-46a3-486a-a2da-a7f1f5f94f45&divisionId=7818 | 4:2 https://www.alps.hockey/it/statistica/partita/?gameId=73e02a0f-817f-4a67-8af0-dffb2e5f5be2&divisionId=7818        | 3:2 d.t.s. referto (archiviato dall'url originale il 28 gennaio 2021).                                                | 6:3 https://www.alps.hockey/it/statistica/partita/?gameId=16db1b9b-f1df-4a70-b4c9-a9e80b441582&divisionId=7818        | 4:1 https://www.alps.hockey/it/statistica/partita/?gameId=5cd6150f-8f2a-4bf9-9d04-8f1053c60ce1&divisionId=7818        | 7:3 https://www.alps.hockey/it/statistica/partita/?gameId=601ee238-2614-4e3c-9d01-c943e65321b1&divisionId=7818        | 5:2 referto (archiviato dall'url originale il 7 gennaio 2021).                                                        | 7:0 https://www.alps.hockey/it/statistica/partita/?gameId=906c596c-64c1-4dac-b634-ed2a415366d9&divisionId=7818        | 5:3 https://www.alps.hockey/it/statistica/partita/?gameId=98866680-e441-419e-8254-ae53d0943db2&divisionId=7818        | 0:4 https://www.alps.hockey/it/statistica/partita/?gameId=4ba7af5e-5f63-4665-9321-e52b6404faa9&divisionId=7818     | 3:4 d.t.r. referto (archiviato dall'url originale l'8 febbraio 2021).                                                 | 4:2 https://www.alps.hockey/it/statistica/partita/?gameId=f7270da1-99d8-4c42-bab5-463198bab975&divisionId=7818        | 2:4 https://www.alps.hockey/en/statistics/game/?gameId=dfe4d973-2d19-41d9-88d9-eaa453fcb5a1&divisionId=7818    | 4:1 https://www.alps.hockey/it/statistica/partita/?gameId=24352fe0-0ca3-4f99-80c0-ee22d55e6a56&divisionId=7818        |           |           |
| Cortina | 3:1 referto (archiviato dall'url originale il 17 gennaio 2021).                                                       | 4:3 https://www.alps.hockey/it/statistica/partita/?gameId=94026042-ba34-4bab-a7d6-2e9a2bcf2b17&divisionId=7818 | – | 1:2 referto (archiviato dall'url originale l'8 gennaio 2021).                                                         | 6:4 referto (archiviato dall'url originale il 1º febbraio 2021).                                                      | 3:4 d.t.s. referto (archiviato dall'url originale l'8 gennaio 2021).                                                  | 2:1 https://www.alps.hockey/it/statistica/partita/?gameId=6f53010c-83d9-45b3-874e-84499c916fb2&divisionId=7818        | 7:5 referto (archiviato dall'url originale il 28 gennaio 2021).                                                       | 5:1 https://www.alps.hockey/it/statistica/partita/?gameId=21ce1c7b-7f28-463f-b96f-ab83580bcd3f&divisionId=7818        | 4:0 https://www.alps.hockey/it/statistica/partita/?gameId=032f630b-1b11-4e9c-bfb1-2e845ee3498e&divisionId=7818        | 4:3 https://www.alps.hockey/en/statistics/game/?gameId=ffb47373-661b-4bf5-b8c4-b89f488db4da&divisionId=7818           | 3:2 d.t.s. referto (archiviato dall'url originale il 14 febbraio 2021).                                            | 2:1 d.t.s. referto (archiviato dall'url originale l'8 gennaio 2021).                                                  | 3:8 https://www.alps.hockey/it/statistica/partita/?gameId=d6471619-72e7-49ec-97c1-ad3524d29a94&divisionId=7818        | 3:2 d.t.r. referto (archiviato dall'url originale l'8 gennaio 2021).                                           | 6:3 referto (archiviato dall'url originale il 7 gennaio 2021).                                                        |           |           |
| Fassa Falcons | 1:2 d.t.s. referto (archiviato dall'url originale l'8 gennaio 2021).                                                  | 1:3 https://www.alps.hockey/it/statistica/partita/?gameId=7b6c6716-4108-4583-96ef-b6a5c5a57c3e&divisionId=7818 | 6:5 d.t.s. referto (archiviato dall'url originale il 7 gennaio 2021).                                          | – | 3:4 https://www.alps.hockey/it/statistica/partita/?gameId=9fbf11de-292e-4305-b391-052a1be481ab&divisionId=7818        | 1:4 https://www.alps.hockey/it/statistica/partita/?gameId=09833037-0c17-4184-98ee-55fd8c1aadeb&divisionId=7818        | 1:2 https://www.alps.hockey/it/statistica/partita/?gameId=a7cb6e6c-88c5-4abe-b398-af458f675db1&divisionId=7818        | 4:5 https://www.alps.hockey/it/statistica/partita/?gameId=41b9fc0a-4c13-4e62-8f0a-01e9d6e8d1ca&divisionId=7818        | 3:2 d.t.s. https://www.alps.hockey/it/statistica/partita/?gameId=9c06ea71-0ba3-4d0c-b38c-c751d7d32161&divisionId=7818 | 5:2 referto (archiviato dall'url originale l'8 febbraio 2021).                                                        | 2:3 https://www.alps.hockey/it/statistica/partita/?gameId=8405f0a0-b33a-4a31-9cc8-78e36c24d269&divisionId=7818        | 2:5 https://www.alps.hockey/it/statistica/partita/?gameId=fa69bcc4-a9a9-4e2e-9caa-23b5cd34e76c&divisionId=7818     | 3:4 referto (archiviato dall'url originale il 20 settembre 2021).                                                     | 4:7 referto (archiviato dall'url originale il 30 gennaio 2021).                                                       | 2:1 referto (archiviato dall'url originale il 20 settembre 2021).                                              | 3:4 d.t.r. referto (archiviato dall'url originale il 9 gennaio 2021).                                                 |           |           |
| VEU Feldkirch | 1:3 https://www.alps.hockey/it/statistica/partita/?gameId=53f4fdc4-1024-4323-9b68-1380fd156436&divisionId=7818        | 1:5 referto (archiviato dall'url originale il 7 gennaio 2021).                                                 | 2:1 https://www.alps.hockey/it/statistica/partita/?gameId=b13b17c8-c2de-4414-8517-6b9239cc0662&divisionId=7818 | 3:1 https://www.alps.hockey/en/statistics/game/?gameId=4caf86ab-104b-447f-bbe8-ad6fa58dfa16&divisionId=7818           | – | 11:4 https://www.alps.hockey/it/statistica/partita/?gameId=7e571a23-a637-4a5c-800e-265191cb3eb5&divisionId=7818       | 2:4 https://www.alps.hockey/it/statistica/partita/?gameId=1e0d8fd0-ebe4-4c4c-a99d-d82f4b177dd9&divisionId=7818        | 6:5 d.t.s. https://www.alps.hockey/it/statistica/partita/?gameId=b1db8279-a7f5-45aa-99f3-2341a2f0d009&divisionId=7818 | 2:1 referto (archiviato dall'url originale l'8 gennaio 2021).                                                         | 5:0 https://www.alps.hockey/it/statistica/partita/?gameId=9cd6d86c-d545-4dca-b17c-bcb537ddf7e8&divisionId=7818        | 3:6 https://www.alps.hockey/it/statistica/partita/?gameId=7b8492fd-0de9-4c2d-ae81-4dcdef026195&divisionId=7818        | 0:9 https://www.alps.hockey/it/statistica/partita/?gameId=7ee49162-eccb-402e-969b-a7945dd5174f&divisionId=7818     | 7:2 https://www.alps.hockey/it/statistica/partita/?gameId=0503eba3-fb60-4a3b-8378-1f5711285968&divisionId=7818        | 4:3 d.t.s. https://www.alps.hockey/it/statistica/partita/?gameId=4c9547f4-b26e-4067-a410-d73ce9ff9492&divisionId=7818 | 0:4 https://www.alps.hockey/it/statistica/partita/?gameId=90e296ba-ea51-47e6-a1ae-bf61e664ab72&divisionId=7818 | 2:7 referto (archiviato dall'url originale il 14 febbraio 2021).                                                      |           |           |
| Gherdëina | 2:6 https://www.alps.hockey/it/statistica/partita/?gameId=0d6622bd-22fa-456b-b87e-6ffaf3594f2d&divisionId=7818        | 2:1 referto (archiviato dall'url originale il 14 febbraio 2021).                                               | 5:10 referto (archiviato dall'url originale il 20 settembre 2021).                                             | 2:5 referto (archiviato dall'url originale il 3 dicembre 2020).                                                       | 5:0 https://www.alps.hockey/it/statistica/partita/?gameId=952cc26d-5ab1-45e0-aff4-8b8e7ce9cdba&divisionId=7818        | – | 1:6 referto (archiviato dall'url originale il 28 gennaio 2021).                                                       | 3:2 d.t.r. https://www.alps.hockey/it/statistica/partita/?gameId=c92a56e4-fad1-4434-bf30-7482c0d394c8&divisionId=7818 | 4:0 https://www.alps.hockey/it/statistica/partita/?gameId=b4c141a6-662d-4051-b3da-ac2e3b75f000&divisionId=7818        | 7:1 referto (archiviato dall'url originale il 31 gennaio 2021).                                                       | 3:4 https://www.alps.hockey/it/statistica/partita/?gameId=a475b134-807a-49a3-bbd1-53020a71685e&divisionId=7818        | 0:5 referto (archiviato dall'url originale il 10 gennaio 2021).                                                    | 1:4 referto (archiviato dall'url originale il 20 settembre 2021).                                                     | 5:4 d.t.r. https://www.alps.hockey/it/statistica/partita/?gameId=34584794-2f26-4a1d-af79-1289eba97f36&divisionId=7818 | 4:5 referto (archiviato dall'url originale il 7 gennaio 2021).                                                 | 6:3 referto (archiviato dall'url originale l'8 gennaio 2021).                                                         |           |           |
| HDD Jesenice | 3:2 d.t.s. https://www.alps.hockey/it/statistica/partita/?gameId=dcdf70ac-4c30-4e7a-aa58-958a7d461bba&divisionId=7818 | 2:1 d.t.r. referto (archiviato dall'url originale il 3 dicembre 2020).                                         | 3:2 referto (archiviato dall'url originale il 1º febbraio 2021).                                               | 1:0 https://www.alps.hockey/it/statistica/partita/?gameId=a68635b8-db8c-4d56-ac08-6adba9f5684b&divisionId=7818        | 4:1 referto (archiviato dall'url originale il 14 febbraio 2021).                                                      | 5:4 d.t.s. https://www.alps.hockey/it/statistica/partita/?gameId=fedf89fd-9ad9-4129-8aeb-69501abe5cc8&divisionId=7818 | – | 6:4 https://www.alps.hockey/it/statistica/partita/?gameId=1325dd4a-4df2-4a03-afbf-31d4241261f2&divisionId=7818        | 5:1 https://www.alps.hockey/it/statistica/partita/?gameId=9fd93acb-1333-4647-87dc-f83ed7cfaa29&divisionId=7818        | 1:2 d.t.s. https://www.alps.hockey/it/statistica/partita/?gameId=f894f9a2-06f0-40f4-86ee-51857d55350e&divisionId=7818 | 6:3 referto (archiviato dall'url originale il 27 novembre 2020).                                                      | 3:2 d.t.r. https://www.alps.hockey/en/statistics/game/?gameId=5a988b98-21e8-47a8-b7d7-b6f96c00cdcb&divisionId=7818 | 4:2 https://www.alps.hockey/it/statistica/partita/?gameId=55c43ad4-08be-4e69-a81a-4e46e6eee90a&divisionId=7818        | 7:3 https://www.alps.hockey/it/statistica/partita/?gameId=961ff5db-c110-4a03-a60c-f19d72c59696&divisionId=7818        | 4:2 referto (archiviato dall'url originale il 28 gennaio 2021).                                                | 4:1 https://www.alps.hockey/it/statistica/partita/?gameId=dfaadaf8-247a-49e8-8c76-31b2856ba68b&divisionId=7818        |           |           |
| KAC II | 2:5 https://www.alps.hockey/it/statistica/partita/?gameId=bd654c58-c4fd-44cb-abcb-6af986ecbc15&divisionId=7818        | 4:3 https://www.alps.hockey/it/statistica/partita/?gameId=ccb69c98-1cd6-4f17-b76e-8821df9bb3eb&divisionId=7818 | 1:5 https://www.alps.hockey/it/statistica/partita/?gameId=3c019eeb-412f-4207-a1cd-2a4562d112bd&divisionId=7818 | 3:5 https://www.alps.hockey/en/statistics/game/?gameId=3367790c-ad45-4472-a8a3-8353556dd3bb&divisionId=7818           | 1:2 referto (archiviato dall'url originale il 10 gennaio 2021).                                                       | 3:5 https://www.alps.hockey/it/statistica/partita/?gameId=00bff0c5-6f38-451e-8ddb-da6c98f69e60&divisionId=7818        | 1:2 https://www.alps.hockey/it/statistica/partita/?gameId=c49f88cf-1670-463a-ad43-408c92cfd3fd&divisionId=7818        | – | 2:4 https://www.alps.hockey/it/statistica/partita/?gameId=0806d8c5-e989-4bcf-9072-c916e4a434ed&divisionId=7818        | 10:1 referto (archiviato dall'url originale l'8 gennaio 2021).                                                        | 2:4 referto (archiviato dall'url originale il 2 febbraio 2021).                                                       | 1:7 https://www.alps.hockey/it/statistica/partita/?gameId=27d3a4f0-7c0b-40c9-b406-9d20563b6d9a&divisionId=7818     | 4:3 https://www.alps.hockey/it/statistica/partita/?gameId=b109f2a9-78d1-4c2e-b92c-90814b56b827&divisionId=7818        | 0:1 https://www.alps.hockey/it/statistica/partita/?gameId=8aa8fde7-3719-4c34-8dff-1fb54aa91f61&divisionId=7818        | 2:4 https://www.alps.hockey/it/statistica/partita/?gameId=827a45bd-0a83-4477-aa8d-fc06a356f2d5&divisionId=7818 | 2:1 d.t.s. https://www.alps.hockey/it/statistica/partita/?gameId=5bc96e41-4217-46fe-a2cc-c6175217977e&divisionId=7818 |           |           |
| Kitzbühel | 2:4 https://www.alps.hockey/it/statistica/partita/?gameId=812b0d6d-22ae-4b67-8880-d0138b80d977&divisionId=7818        | 1:3 https://www.alps.hockey/it/statistica/partita/?gameId=14b21047-3e70-4858-aa95-791efe638b18&divisionId=7818 | 0:3 https://www.alps.hockey/it/statistica/partita/?gameId=47accb3d-d1e6-469a-b28c-ad0386c2133d&divisionId=7818 | 3:4 d.t.s. https://www.alps.hockey/it/statistica/partita/?gameId=71d3ef46-4eab-4454-9778-1a4f7cfaf9ee&divisionId=7818 | 2:3 referto (archiviato dall'url originale l'8 gennaio 2021).                                                         | 5:2 https://www.alps.hockey/it/statistica/partita/?gameId=cba97e72-57b0-4d09-bcd1-e80f58aa9ec0&divisionId=7818        | 2:4 https://www.alps.hockey/it/statistica/partita/?gameId=8b7d0c5d-1076-4276-81f9-779208804b25&divisionId=7818        | 3:6 referto (archiviato dall'url originale il 27 gennaio 2021).                                                       | – | 2:3 d.t.s. https://www.alps.hockey/it/statistica/partita/?gameId=a7c29139-4bbc-4441-a8da-e0debd985c77&divisionId=7818 | 0:9 referto (archiviato dall'url originale il 9 gennaio 2021).                                                        | 0:6 https://www.alps.hockey/it/statistica/partita/?gameId=86518c42-9843-4193-a90d-1afd4108af8d&divisionId=7818     | 2:3 https://www.alps.hockey/it/statistica/partita/?gameId=ec362c15-da66-4743-a34f-815e32cfb08f&divisionId=7818        | 3:2 d.t.s. referto (archiviato dall'url originale il 27 novembre 2020).                                               | 2:3 d.t.s. referto (archiviato dall'url originale il 9 gennaio 2021).                                          | 4:6 https://www.alps.hockey/it/statistica/partita/?gameId=d1af5016-d8d8-482f-93a9-a4103e2ce8b2&divisionId=7818        |           |           |
| Steel Wings Linz | 1:4 referto (archiviato dall'url originale il 30 gennaio 2021).                                                       | 2:7 https://www.alps.hockey/it/statistica/partita/?gameId=030b1fd2-a940-40b1-9bd4-8c2c0fe933c2&divisionId=7818 | 1:6 https://www.alps.hockey/it/statistica/partita/?gameId=bd5fb72a-c6dc-4545-859c-2354c8c17711&divisionId=7818 | 6:3 https://www.alps.hockey/it/statistica/partita/?gameId=dc1b8f9b-dfcd-49d3-a362-cab3b939d020&divisionId=7818        | 2:6 https://www.alps.hockey/it/statistica/partita/?gameId=ed572b90-3568-4408-9c50-d87581b839cb&divisionId=7818        | 1:3 https://www.alps.hockey/it/statistica/partita/?gameId=bc415560-9541-42cd-9688-8b012df851ac&divisionId=7818        | 1:3 https://www.alps.hockey/it/statistica/partita/?gameId=dbc44071-aa17-48e3-b7d5-63d253fb6dcc&divisionId=7818        | 3:5 https://www.alps.hockey/it/statistica/partita/?gameId=dd42a95a-bcd4-4298-9739-b0eb92542f76&divisionId=7818        | 2:4 https://www.alps.hockey/it/statistica/partita/?gameId=34897085-9600-41f0-b298-680c6890c9d2&divisionId=7818        | – | 0:2 https://www.alps.hockey/it/statistica/partita/?gameId=2a0d2956-26ad-46a4-99ab-15ccc4cb1ba6&divisionId=7818        | 2:7 https://www.alps.hockey/it/statistica/partita/?gameId=a01f03e0-55a1-4dd4-bb3f-755aad1199f0&divisionId=7818     | 1:3 referto (archiviato dall'url originale il 28 gennaio 2021).                                                       | 0:6 https://www.alps.hockey/it/statistica/partita/?gameId=b04e0cd4-f9dd-4bd5-9386-6cac8d2a278c&divisionId=7818        | 3:7 https://www.alps.hockey/it/statistica/partita/?gameId=30103491-58a1-4583-9bc7-f5bf14df3790&divisionId=7818 | 1:6 https://www.alps.hockey/it/statistica/partita/?gameId=027c77ef-05f0-4128-a775-4cc053469a9d&divisionId=7818        |           |           |
| Lustenau | 5:1 https://www.alps.hockey/it/statistica/partita/?gameId=f996cddd-bc59-46ee-8677-7952cc4eb827&divisionId=7818        | 5:1 referto (archiviato dall'url originale il 7 gennaio 2021).                                                 | 6:3 referto (archiviato dall'url originale il 28 gennaio 2021).                                                | 1:3 https://www.alps.hockey/it/statistica/partita/?gameId=3ed08b43-fd76-41b9-9441-c1fd938e3354&divisionId=7818        | 1:3 referto (archiviato dall'url originale il 7 gennaio 2021).                                                        | 5:6 d.t.s. https://www.alps.hockey/it/statistica/partita/?gameId=6a4baadb-d1ef-417d-a91a-ef3ce575deed&divisionId=7818 | 0:3 https://www.alps.hockey/it/statistica/partita/?gameId=c74b8a39-4cfc-42ec-a138-a6062a70ebf3&divisionId=7818        | 2:0 https://www.alps.hockey/it/statistica/partita/?gameId=48fb8d01-e8f5-4dba-9d29-bd7a1c89beca&divisionId=7818        | 7:3 https://www.alps.hockey/it/statistica/partita/?gameId=23ff32fe-d0b9-47c0-8b05-5f62a3b2457c&divisionId=7818        | 6:0 referto (archiviato dall'url originale il 27 novembre 2020).                                                      | – | 1:3 referto (archiviato dall'url originale il 7 gennaio 2021).                                                     | 5:8 https://www.alps.hockey/it/statistica/partita/?gameId=617f2882-d036-4c8f-8a2b-100140642b6b&divisionId=7818        | 3:2 d.t.s. https://www.alps.hockey/it/statistica/partita/?gameId=243f8e12-09ae-438a-a4f7-8ad622935577&divisionId=7818 | 1:3 https://www.alps.hockey/it/statistica/partita/?gameId=6fa2ddbb-4dda-4db4-9eb4-06e93f7551bb&divisionId=7818 | 3:2 https://www.alps.hockey/it/statistica/partita/?gameId=ea42e836-d229-4e02-9db4-d7dc513d757a&divisionId=7818        |           |           |
| HK Olimpija | 4:1 referto (archiviato dall'url originale l'8 gennaio 2021).                                                         | 7:2 https://www.alps.hockey/it/statistica/partita/?gameId=088fb894-1618-4ffb-be08-cb7bea1470fe&divisionId=7818 | 7:3 https://www.alps.hockey/it/statistica/partita/?gameId=93535a5b-cd6d-4899-9f17-cee5c072c875&divisionId=7818 | 6:0 https://www.alps.hockey/it/statistica/partita/?gameId=712f58b2-d0a1-4a2d-83fe-d4e93b6d620b&divisionId=7818        | 6:1 https://www.alps.hockey/it/statistica/partita/?gameId=61edc275-17a6-4541-be6f-d52cc224d172&divisionId=7818        | 6:3 referto (archiviato dall'url originale il 29 ottobre 2020).                                                       | 4:2 https://www.alps.hockey/it/statistica/partita/?gameId=31c9bc98-9550-452e-b2fd-f4b6a5202110&divisionId=7818        | 2:1 https://www.alps.hockey/it/statistica/partita/?gameId=7f626051-3a91-4dbf-a492-d2c81f4a459e&divisionId=7818        | 9:1 https://www.alps.hockey/it/statistica/partita/?gameId=f2f51226-bf8f-4597-9704-72c0fa038113&divisionId=7818        | 3:1 https://www.alps.hockey/it/statistica/partita/?gameId=f013b295-784c-40d6-a2a5-4bfa16b16165&divisionId=7818        | 6:0 referto (archiviato dall'url originale il 1º febbraio 2021).                                                      | – | 7:2 referto (archiviato dall'url originale il 9 gennaio 2021).                                                        | 2:5 referto (archiviato dall'url originale il 30 gennaio 2021).                                                       | 0:1 https://www.alps.hockey/it/statistica/partita/?gameId=01848b0c-a365-49e8-934d-80deb6c5d8e0&divisionId=7818 | 5:1 https://www.alps.hockey/it/statistica/partita/?gameId=c6b49132-814a-44cb-adf8-1727541cbb96&divisionId=7818        |           |           |
| Ritten-Renon | 1:4 https://www.alps.hockey/it/statistica/partita/?gameId=d7d2f030-a617-45cf-8327-5c27002d7efd&divisionId=7818        | 6:3 https://www.alps.hockey/it/statistica/partita/?gameId=036d8aa1-6550-4603-8e51-8279ab171247&divisionId=7818 | 0:4 https://www.alps.hockey/it/statistica/partita/?gameId=d7f68cae-5e9d-49ef-ae4b-be07fd2f4dc2&divisionId=7818 | 5:2 https://www.alps.hockey/it/statistica/partita/?gameId=2254b926-f573-4489-9013-0a5c6e3587aa&divisionId=7818        | 2:1 d.t.s. referto (archiviato dall'url originale il 2 febbraio 2021).                                                | 4:1 referto (archiviato dall'url originale il 7 gennaio 2021).                                                        | 2:3 referto (archiviato dall'url originale il 30 gennaio 2021).                                                       | 4:1 https://www.alps.hockey/it/statistica/partita/?gameId=3d571706-2c86-4ca9-a762-f812167746f0&divisionId=7818        | 5:3 referto (archiviato dall'url originale il 28 gennaio 2021).                                                       | 2:3 d.t.s. https://www.alps.hockey/it/statistica/partita/?gameId=ef0a40db-562b-4ca6-83ee-d7c4d4214c9c&divisionId=7818 | 3:2 d.t.s. https://www.alps.hockey/it/statistica/partita/?gameId=ba0ddeb1-641f-40c9-8cc9-7402441cb665&divisionId=7818 | 0:4 https://www.alps.hockey/it/statistica/partita/?gameId=f234eb4b-3864-4613-ac74-615359d286ee&divisionId=7818     | – | 4:1 https://www.alps.hockey/it/statistica/partita/?gameId=ec74872f-3714-4ec2-a679-c1c074ce03f0&divisionId=7818        | 4:3 d.t.r. referto (archiviato dall'url originale il 9 gennaio 2021).                                          | 6:3 https://www.alps.hockey/it/statistica/partita/?gameId=94892df5-e72a-4e77-bd22-777c2cd16566&divisionId=7818        |           |           |
| RB Hockey Jr. | 1:6 referto (archiviato dall'url originale il 28 gennaio 2021).                                                       | 9:1 referto (archiviato dall'url originale il 29 ottobre 2020).                                                | 4:6 https://www.alps.hockey/it/statistica/partita/?gameId=b9171800-13d9-4aa4-afb8-36c901d9b6b1&divisionId=7818 | 3:1 https://www.alps.hockey/it/statistica/partita/?gameId=681fc71e-acef-46e9-89da-6d72fb19eaf1&divisionId=7818        | 4:1 referto (archiviato dall'url originale il 4 dicembre 2020).                                                       | 5:2 referto (archiviato dall'url originale il 28 gennaio 2021).                                                       | 5:7 referto (archiviato dall'url originale il 28 gennaio 2021).                                                       | 3:2 https://www.alps.hockey/it/statistica/partita/?gameId=a6f1994e-b0ca-4ffc-a4d0-f01912c03c40&divisionId=7818        | 3:1 https://www.alps.hockey/it/statistica/partita/?gameId=f0689ad9-dc35-4db5-a97c-88aa7f1478ff&divisionId=7818        | 6:0 https://www.alps.hockey/it/statistica/partita/?gameId=c5ec805e-09b6-4994-95b5-5e6f8b23f451&divisionId=7818        | 3:1 referto (archiviato dall'url originale l'11 novembre 2020).                                                       | 1:2 https://www.alps.hockey/it/statistica/partita/?gameId=07ece7de-39ca-44ba-aeed-898f8100b8cd&divisionId=7818     | 2:3 d.t.s. https://www.alps.hockey/it/statistica/partita/?gameId=0981cad2-2b47-49ab-b628-e5e381f62348&divisionId=7818 | – | 3:2 https://www.alps.hockey/it/statistica/partita/?gameId=604a4d9e-26b1-4f49-9fe9-d5d274a02995&divisionId=7818 | 1:2 https://www.alps.hockey/it/statistica/partita/?gameId=37453ef2-5a12-402a-8f21-bd77b91a9552&divisionId=7818        |           |           |
| Val Pusteria | 1:0 referto (archiviato dall'url originale il 9 gennaio 2021).                                                        | 6:3 referto (archiviato dall'url originale il 28 gennaio 2021).                                                | 3:2 https://www.alps.hockey/it/statistica/partita/?gameId=eccef9ee-606c-4108-8366-ed4fe65c03e6&divisionId=7818 | 4:3 https://www.alps.hockey/it/statistica/partita/?gameId=2ddef02a-d4be-41d8-85e2-ae471ab711f0&divisionId=7818        | 3:0 https://www.alps.hockey/it/statistica/partita/?gameId=d6580ca6-16e5-4c1f-a1d3-3bf86bcbb5f6&divisionId=7818        | 6:0 https://www.alps.hockey/it/statistica/partita/?gameId=274e483a-16bc-4c0d-8ad6-93b01599ff3f&divisionId=7818        | 1:2 d.t.s. https://www.alps.hockey/it/statistica/partita/?gameId=477a8521-ae81-48ef-99b0-65ecf9d1c92b&divisionId=7818 | 4:2 https://www.alps.hockey/it/statistica/partita/?gameId=091943ce-1f38-418e-93e5-2acbbb853d42&divisionId=7818        | 2:3 d.t.r. referto (archiviato dall'url originale il 31 gennaio 2021).                                                | 3:2 d.t.s. https://www.alps.hockey/it/statistica/partita/?gameId=b747929b-1b6d-4271-adf8-a60c8a662701&divisionId=7818 | 6:1 https://www.alps.hockey/it/statistica/partita/?gameId=5e9430b0-2513-49ea-83b9-4818af648e5f&divisionId=7818        | 3:2 https://www.alps.hockey/it/statistica/partita/?gameId=7064f703-e0b2-4c52-8d4a-357dc7c8cc22&divisionId=7818     | 5:3 referto (archiviato dall'url originale l'8 gennaio 2021).                                                         | 2:4 https://www.alps.hockey/it/statistica/partita/?gameId=604a4d9e-26b1-4f49-9fe9-d5d274a02995&divisionId=7818        | – | 4:1 referto (archiviato dall'url originale l'8 gennaio 2021).                                                         |           |           |
| Vipiteno Broncos | 3:2 https://www.alps.hockey/it/statistica/partita/?gameId=24d04d0b-ea93-4944-9e3a-41b2c3ad47d9&divisionId=7818        | 3:2 d.t.s. referto (archiviato dall'url originale il 2 febbraio 2021).                                         | 3:5 https://www.alps.hockey/it/statistica/partita/?gameId=043a2af3-89dc-46ab-b13d-d34696da6f46&divisionId=7818 | 3:2 d.t.s. https://www.alps.hockey/it/statistica/partita/?gameId=10fa6b30-7c24-4051-99ce-a479d959015b&divisionId=7818 | 6:7 d.t.r. https://www.alps.hockey/it/statistica/partita/?gameId=aaa5bef3-cd7f-45d6-ba3e-f2b0cf09950f&divisionId=7818 | 3:6 referto (archiviato dall'url originale il 9 gennaio 2021).                                                        | 1:0 https://www.alps.hockey/it/statistica/partita/?gameId=befb25b5-166d-43d6-9ca6-abebcbe1c5e3&divisionId=7818        | 2:3 https://www.alps.hockey/it/statistica/partita/?gameId=2d1e6cc4-bb3b-41ea-a28a-4b8f17a55993&divisionId=7818        | 5:4 https://www.alps.hockey/it/statistica/partita/?gameId=08e330e2-3244-4986-9f07-5d91e49ab5f9&divisionId=7818        | 7:2 referto (archiviato dall'url originale il 28 gennaio 2021).                                                       | 1:3 https://www.alps.hockey/it/statistica/partita/?gameId=e48630ed-7651-4907-a13d-5c6e09c0f5a8&divisionId=7818        | 1:3 https://www.alps.hockey/it/statistica/partita/?gameId=47764f85-98e8-4766-80d5-2d78a567faf3&divisionId=7818     | 3:2 referto (archiviato dall'url originale l'8 gennaio 2021).                                                         | 4:1 https://www.alps.hockey/it/statistica/partita/?gameId=ea3258a1-b2a4-4391-bf54-b3bd9331c092&divisionId=7818        | 2:5 https://www.alps.hockey/it/statistica/partita/?gameId=0eccb7b1-3425-49d7-adec-e997a3388a7f&divisionId=7818 | – |           |           |
| d.t.s. – dopo tempi supplementari; d.t.r. – dopo tiri di rigore | | | | | | | | | | | | | | | | |           |           |
| Tutte le partite fra squadre italiane sono valide anche per l'Italian Hockey League - Serie A 2020-2021; tutte le partite fra squadre slovene sono valide anche per il campionato sloveno. | | | | | | | | | | | | | | | | |           |           |

## Classifica
| Pos. | Squadra          | Pt | Return-2-Play | Return-2-Play | Return-2-Play | Return-2-Play | Return-2-Play | Regular season | Regular season | Regular season | Regular season | Regular season | GF  | GS  | DR   |
| Pos. | Squadra          | Pt | G (A/R)       | V             | VOT           | POT           | P             | G              | V              | VOT            | POT            | P              | GF  | GS  | DR   |
| ---- | ---------------- | -- | ------------- | ------------- | ------------- | ------------- | ------------- | -------------- | -------------- | -------------- | -------------- | -------------- | --- | --- | ---- |
| 1.   | HK Olimpija      | 83 | 3             | 3             | 0             | 0             | 0             | 30             | 24             | 0              | 2              | 4              | 178 | 57  | +121 |
| 2.   | HDD Jesenice     | 74 | 3             | 2             | 0             | 0             | 1             | 30             | 19             | 5              | 1              | 5              | 121 | 74  | +47  |
| 3.   | Val Pusteria     | 72 | 3             | 1             | 2             | 0             | 0             | 30             | 19             | 2              | 4              | 5              | 119 | 79  | +40  |
| 4.   | Asiago           | 68 | 3             | 0             | 0             | 0             | 3             | 30             | 21             | 2              | 1              | 6              | 129 | 73  | +56  |
| 5.   | Cortina          | 63 | 3             | 1             | 0             | 1             | 1             | 30             | 17             | 3              | 2              | 8              | 135 | 110 | +25  |
| 6.   | RB Hockey Jr.    | 56 | 3             | 1             | 0             | 0             | 2             | 30             | 16             | 0              | 5              | 9              | 131 | 100 | +31  |
| 7.   | VEU Feldkirch    | 50 | 3             | 3             | 0             | 0             | 0             | 30             | 11             | 3              | 2              | 14             | 110 | 126 | -16  |
| 8.   | Ritten-Renon     | 49 | 3             | 0             | 0             | 1             | 2             | 30             | 12             | 5              | 2              | 11             | 110 | 125 | -15  |
| 9.   | Lustenau         | 49 | 3             | 1             | 0             | 0             | 2             | 30             | 14             | 1              | 2              | 13             | 110 | 106 | +4   |
| 10.  | Gherdëina        | 45 | 3             | 2             | 1             | 0             | 0             | 30             | 9              | 4              | 2              | 15             | 120 | 137 | -17  |
| 11.  | Vipiteno Broncos | 45 | 3             | 2             | 0             | 1             | 0             | 30             | 10             | 3              | 2              | 15             | 112 | 121 | -9   |
| 12.  | Bregenzerwald    | 44 | 3             | 0             | 0             | 0             | 3             | 30             | 13             | 1              | 3              | 13             | 106 | 122 | -16  |
| 13.  | Fassa Falcons    | 33 | 3             | 2             | 0             | 0             | 1             | 30             | 6              | 3              | 3              | 18             | 94  | 120 | -26  |
| 14.  | KAC II           | 28 | 3             | 1             | 0             | 0             | 2             | 30             | 7              | 1              | 2              | 20             | 99  | 141 | -42  |
| 15.  | Kitzbühel        | 23 | 3             | 2             | 0             | 0             | 1             | 30             | 3              | 2              | 4              | 21             | 86  | 138 | -52  |
| 16.  | Steel Wings Linz | 10 | 3             | 0             | 0             | 0             | 3             | 30             | 1              | 3              | 1              | 25             | 52  | 183 | -131 |

## Play-off

### Pre play-off
|  | Turno preliminare |                  |                  |   |    |  |
|  |                   |                  |                  |   |    |  |
|  | 5                 | Cortina          | Cortina          | 3 | 3† |  |
|  | 12                | Bregenzerwald    | Bregenzerwald    | 2 | 2  |  |
|  | 6                 | RB Hockey Jr.    | RB Hockey Jr.    | 3 | 2  |  |
|  | 11                | Vipiteno Broncos | Vipiteno Broncos | 4 | 3† |  |
|  | 7                 | VEU Feldkirch    | VEU Feldkirch    | 2 | 2  |  |
|  | 10                | Gherdëina        | Gherdëina        | 5 | 5  |  |
|  | 8                 | Ritten-Renon     | Ritten-Renon     | 2 | 2  |  |
|  | 9                 | Lustenau         | Lustenau         | 7 | 6  |  |

Legenda: †= partita terminata ai tempi supplementari

### Pick
Il giorno dopo il termine dei pre-playoff, si è svolto il pick, durante il quale le squadre classificate ai primi tre posti hanno potuto scegliere l'avversario per i quarti di finale. L'Olimpija ha scelto il Vipiteno, lo Jesenice ha scelto il Gherdëina, mentre il Val Pusteria ha scelto il Lustenau. L'ultimo quarto di finale è dunque tra Asiago e Cortina.

### Tabellone
|  | Quarti di finale | Quarti di finale | Quarti di finale | Quarti di finale | Quarti di finale | Quarti di finale | Quarti di finale |  |  | Semifinali   | Semifinali   | Semifinali | Semifinali | Semifinali | Semifinali | Semifinali |   |   | Finale      | Finale      | Finale      | Finale      | Finale | Finale | Finale |  |
|  |                  |                  |                  |                  |                  |                  |                  |  |  |              |              |            |            |            |            |            |   |   |             |             |             |             |        |        |        |  |
|  | 1                | HK Olimpija      | HK Olimpija      | HK Olimpija      | 7                | 4                | 6                |  |  |              |              |            |            |            |            |            |   |   |             |             |             |             |        |        |        |  |
|  | 11               | Vipiteno Broncos | Vipiteno Broncos | Vipiteno Broncos | 3                | 3                | 0                |  |  | HK Olimpija  | HK Olimpija  | 4          | 8          | 1          | 1          | 5          |   |   |             |             |             |             |        |        |        |  |
|  | 3                | Val Pusteria     | Val Pusteria     | Val Pusteria     | Val Pusteria     | 0                | 1                |  |  | Lustenau     | Lustenau     | 2          | 0          | 2          | 2          | 0          |   |   |             |             |             |             |        |        |        |  |
|  | 9                | Lustenau         | Lustenau         | Lustenau         | Lustenau         | 6                | 3                |  |  |              |              |            |            |            |            |            |   |   | HK Olimpija | HK Olimpija | HK Olimpija | HK Olimpija | 3†     | 3†     | 4      |  |
|  | 2                | HDD Jesenice     | HDD Jesenice     | HDD Jesenice     | 3                | 3                | 3                |  |  |              |              | Asiago     | Asiago     | Asiago     | Asiago     | 2          | 2 | 1 |             |             |             |             |        |        |        |  |
|  | 10               | Gherdëina        | Gherdëina        | Gherdëina        | 1                | 1                | 2                |  |  | HDD Jesenice | HDD Jesenice | 4†         | 1          | 3          | 3†         | 1          |   |   |             |             |             |             |        |        |        |  |
|  | 4                | Asiago           | Asiago           | Asiago           | 2                | 2                | 4                |  |  | Asiago       | Asiago       | 3          | 4          | 5          | 2          | 2          |   |   |             |             |             |             |        |        |        |  |
|  | 5                | Cortina          | Cortina          | Cortina          | 1                | 1                | 1                |  |  |              |              |            |            |            |            |            |   |   |             |             |             |             |        |        |        |  |

### Incontri

#### Quarti di finale
Il quarto di finale tra Val Pusteria e Lustenau ha subito delle modifiche a causa di precauzioni mediche legate al COVID-19. Dapprima gara 1, prevista inizialmente il 27 marzo, venne spostata al giorno successivo per essere poi fissata al 1º aprile, con la contestuale decisione di accorciare la serie al meglio delle tre gare.

##### Gara 1
| Arbitri: | Tilen Pahor Gregor Miklic |

| |           |                                                                                               |
| Pulli (Music, Logar) 3:25 Music (Ropret, Logar) 16:02 Pesut (Simsic, Vidmar) 16:26 Pance (Pulli, Holsa) 28:16 Ropret (Music, Pance) 37:10 Simsic (Pesut) 51:09 Vallerand (Simsic, Magovac) 55:20 | Marcatori | 28:46 Hannoun (Gooch, Eisendle) 44:34 Gander (Hannoun, Hackofer) 54:15 Gander (T. Gschnitzer) |

| Arbitri: | Simone Lega Turo Virta |

|                                                                       |           |                                             |
| Frei (Rosa, McParland) 7:24 Miglioranzi (McParland, Magnabosco) 49:42 | Marcatori | 23:04 Giftopoulos (P. Pietroniro, Cordiano) |

| Arbitri: | Boštjan Groznik Borut Lešniak |

| |           |                                      |
| Urukalo (Dumic, Sersen) 13:55 Percic (Sersen, P. Rajsar) 31:42 Jezovsek (P. Rajsar, Tomazevic) 59:59 | Marcatori | 34:58 Wilkins (M. Sullmann, McGowan) |

| Arbitri: | Andrea Moschen Turo Virta |

|  |           | |
|  | Marcatori | 16:42 L. Haberl (Wallenta, Slivnik) 23:03 D'Alvise (Karkls, Connelly) 31:40 Hrdina (Ozolins, L. Haberl) 33:26 D'Alvise (Wilfan, Krammer) 35:12 Ozolins (Karkls, D'Alvise) 45:14 Wallenta (Reihs) |

##### Gara 2
| Arbitri: | Andreas Huber Andrea Moschen |

|                                                                                            |           | |
| Mantinger (Oberdorfer) 19:40 Hannoun (Gooch) 48:18 Oberdorfer (Hackhofer, Mantinger) 50:09 | Marcatori | 6:45 Vallerand (Zorko, Simsic) 19:26 Ropret (Pance, Magovac) 39:37 Pance (Ropret, Logar) 55:36 Vallerand (Zorko, Simsic) |

| Arbitri: | Federico Giacomozzi Alex Lazzari |

|                                               |           |                                                                        |
| Faloppa (A. Zanatta, Zardini Lacedelli) 46:01 | Marcatori | 47:06 McParland (Rosa, S. Marchetti) 48:14 Dal Sasso (Vankus, Tessari) |

| Arbitri: | Andrea Benvegnu Jakob Schauer |

|                                  |           | |
| Niemelä (McGowan, Wilkins) 30:50 | Marcatori | 12:17 Jezovsek (Hebar, Tomazevic) 31:27 Stojan (Jezovsek, Hebar) 57:41 Jezovsek (Tomazevic, Hebar) |

| Arbitri: | Matthias Ruetz Federico Stefenelli |

| |           |                                     |
| Wilfan (Grabher Meier, D'Alvise) 26:12 Wallenta (Ozolins, Oberscheider) 53:01 Grabher Meier (Ozolins, Wilfan) 59:47 | Marcatori | 30:04 Hofer (Traversa, Andergassen) |

##### Gara 3
| Arbitri: | Bostjan Groznik Borut Lesniak |

| |           |  |
| Simsic (Vallerand, Pesut) 6:55 Pance (Ropret, Vidmar) 14:31 Vallerand (Simsic, Pulli) 20:59 Ropret (Music) 31:09 Pance (Brus, Stebih) 31:53 Music (Vallerand, Logar) 42:37 | Marcatori |  |

| Arbitri: | Andrea Benvegnù Omar Piniè |

| |           |                                         |
| Frei (Casetti, M. Marchetti) 10:31 Gellert (M. Tessari, Vankus) 29:23 Frei (M. Marchetti, Mantenuto) 48:52 M. Marchetti (Frei, Mantenuto) 59:09 | Marcatori | 38:28 Cordiano (Cazzola, C. Pietroniro) |

| Arbitri: | Tilen Pahor Gregor Režek |

|                                                                                                 |           |                                                         |
| Jezovsek (Tomazevic, Urukalo) 5:53 Dumic (S. Rajsar, Svetina) 17:12 Kocar (Glavic, Masic) 47:41 | Marcatori | 1:04 Niemelä (Tomasini, Nedved) 29:35 McGowan (Niemelä) |

#### Semifinali

##### Gara 1
| Arbitri: | Bostjan Groznik Borut Lesnjak |

| |           |                                                                      |
| Simsic (Vallerand, Logar) 16:09 Pesut (Simsic, Ropret) 18:27 Brus (Zajc, Logar) 26:51 Music (Pance, Vallerand) 44:30 | Marcatori | 23:08 Wallenta (Ozolins, L. Haberl) 54:57 D'Alvise (Connely, Karkls) |

| Arbitri: | Tilen Pahor Gregor Režek |

| |           |                                                                                                 |
| Jezovsek (Tomazevic, J. Sodja) 04:02 J. Sodja (Jezovsek) 24:07 Jezovsek (Urukalo, Tomazevic) 38:18 Masic (Urukalo, S. Rajsar) 72:06 | Marcatori | 3:24 Rosa (Gellert, Frei) 37:39 Magnabosco (McParland, Gellert) 52:12 Frei (Gellert, McParland) |

##### Gara 2
| Arbitri: | Andreas Huber Matthias Ruetz |

|  |           | |
|  | Marcatori | 0:21 Ropret (Pance, Music) 16:04 Ropret (Pance, Stebih) 23:36 Logar (Ropret, Cimzar) 24:12 Pesut (Vidmar, Cimzar) 24:33 Cimzar (Magovac, Stebih) 32:30 Vidmar (Ulamec, Magovac) 41:50 Bohinc (Kujavec, Vidmar) 43:33 Ropret (Music, Zajc) |

| Arbitri: | Andrea Benvegnù Turo Virta |

| |           |                                |
| Frei (M. Marchetti, Mantenuto) 25:27 M. Marchetti 28:07 Frei (M. Marchetti, Mantenuto) 33:54 M. Marchetti (Mantenuto, Frei) 58:24 | Marcatori | 16:55 Hebar (Svetina, Tavzelj) |

##### Gara 3
| Arbitri: | Tilen Pahor Gregor Rezek |

|                            |           |                                                                 |
| Simsic (Zajc, Logar) 26:54 | Marcatori | 25:05 D'Alvise (Wallenta, Wilfan) 32:38 Demuth (Winzig, Hdrina) |

| Arbitri: | Bostjan Groznik Borut Lesnjak |

|                                                                                               |           | |
| Dumic (Planko, P. Rajsar) 14:44 Sodja (Dumic, Svetina) 34:42 Sturm (Svetina, A. Rajsar) 38:50 | Marcatori | 4:40 Frei (Gellert, Mantenuto) 7:37 Dal Sasso (Frei, Miglioranzi) 43:08 Gellert (McParland, Rosa) 43:39 Magnabosco (McParland, Rosa) 59:26 M. Marchetti (McParland, Rosa) |

##### Gara 4
| Arbitri: | Tobias Holzer Jakob Schauer |

|                                                                      |           |                             |
| Grabher Meier (Wilfan, D'Alvise) 9:45 Karkls (Wilfan, Ozolins) 49:36 | Marcatori | 19:27 Pulli (Simsic, Logar) |

| Arbitri: | Andrea Moschen Alex Lazzeri |

|                                                                 |           |                                                                                                 |
| Frei (Forte, Mantenuto) 3:39 McParland (Rosa, Magnabosco) 46:16 | Marcatori | 24:48 S. Rajsar (Svetina, Sturm) 53:06 Stojan (Hebar, Dumic) 74:26 Planko (S. Rajsar, Tavzelij) |

##### Gara 5
| Arbitri: | Alexander Hlavaty Borut Lesnjak |

| |           |  |
| Magovac (Stebih, Music) 0:06 Logar (Pance, Vallerand) 11:16 Zajc (Vidmar, Brus) 11:31 Pance (Ropret, Logar) 18:47 Pance 30:07 | Marcatori |  |

| Arbitri: | Gregor Rezek Turo Virta |

|                               |           |                                                                             |
| Sodja (Dumic, Jezovsek) 23:27 | Marcatori | 33:11 M. Marchetti (Casetti, Frei) 37:14 M. Marchetti (Mantenuto, Ginnetti) |

#### Finale

##### Gara 1
| Arbitri: | Borut Lesnjak Tilen Pahor |

|                                                                                      |           |                                                                         |
| Pesut (Simsic, Stebih) 0:44 Music (Ropret, Logar) 46:36 Pance (Stebih, Ropret) 66:43 | Marcatori | 50:13 Gellert (M. Marchetti, McParland) 59:15 McParland (Gellert, Rosa) |

##### Gara 2
| Arbitri: | Jakob Schauer Alex Lazzeri |

|                                                                   |           |                                                                                         |
| McParland (Rosa, Gellert) 14:07 Tessari (Vankus, Mantenuto) 58:57 | Marcatori | 50:13 Cimzar (Pulli, Zajc) 59:33 Magovac (Music, Vallerand) 66:37 Ulamec (Pesut, Pulli) |

##### Gara 3
| Arbitri: | Borut Lesnjak Andrea Moschen |

| |           |                                         |
| Vallerand (Pesut, Bohinc) 10:52 Pance (Pulli, Music) 32:23 Pesut (Ropret, Music) 44:58 Pance (Stebih, Magovac) 56:07 | Marcatori | 50:11 Mantenuto (M. Marchetti, Tessari) |

## Classifica finale
| Pos. | Squadra                                     | Naz.                |
| ---- | ------------------------------------------- | ------------------- |
| 1    | HK Olimpija                                 | Slovenia (bandiera) |
| 2    | Asiago                                      | Italia (bandiera)   |
| 3    | HDD Jesenice                                | Slovenia (bandiera) |
| 4    | Lustenau                                    | Austria (bandiera)  |
| 5    | Val Pusteria                                | Italia (bandiera)   |
| 6    | Cortina                                     | Italia (bandiera)   |
| 7    | RB Hockey Jr.                               | Austria (bandiera)  |
| 8    | Template:Hockey su ghiaccio Feldkirch (2006 | Austria (bandiera)  |
| 9    | Ritten-Renon                                | Italia (bandiera)   |
| 10   | Gherdëina                                   | Italia (bandiera)   |
| 11   | Vipiteno Broncos                            | Italia (bandiera)   |
| 12   | Bregenzerwald                               | Austria (bandiera)  |
| 13   | Fassa Falcons                               | Italia (bandiera)   |
| 14   | KAC 2                                       | Austria (bandiera)  |
| 15   | Kitzbühel                                   | Austria (bandiera)  |
| 16   | Steel Wings Linz                            | Austria (bandiera)  |

## Verdetti
- Campione della AHL:  HK Olimpija

| Campioni AHL 2020-2021 Hokejski Klub Olimpija | Portieri: Jon Dukaric, Paavo Hölsä, Tilen Spreitzer, Nal Kavcic Difensori: Jakob Bernard, Stefan Boskovic, Nejc Brus, Mark Čepon, Luka Čerenjak, Tian Hebar, Miha Logar, Aleksandar Magovac, David Planko, Juuso Pulli, Miha Štebih, Luka Vidmar, Andraz Zibelnik, Luka Zorko Attaccanti: Francis Beauvillier, Martin Bohinc, Tadej Čimžar, Jan Drozg, Jan Flajs, Žan Flajs, Gal Koren, Anej Kujavec, Žiga Mehle, Eric Mežnar, Aleš Mušič, Janez Orehek, Žiga Pance, Žiga Pešut, Anže Ropret, Mark Sever, Nik Simšič, Jure Sotlar, Luka Ulamec, Marc-Olivier Vallerand, Miha Zajc (C), Gregor Žeželj Staff Tecnico: Raimo Summanen (head coach dal 26 gennaio 2021), Matic Kralj (assistant coach), Gregor Polončič (assistant coach; head coach ad interim da ottobre 2020 al 26 gennaio 2021), |